# Motor de dois tempos
Motor de dois tempos é um tipo de motor de combustão interna de mecanismo simples. Ou seja, ocorre um ciclo de admissão, compressão, expansão e exaustão de gases a cada volta do eixo. Diferente dos motor de quatro tempos, as etapas de funcionamento não ocorrem de forma bem demarcada, havendo admissão e exaustão de gases simultaneamente, por exemplo.
Um tempo de funcionamento do motor é percurso do ponto morto inferior ao ponto morto superior da trajetória do pistão. Assim, um tempo equivale a meia volta do eixo de manivelas. No caso, chama-se o primeiro tempo de compressão e admissão, o segundo, de escape e transferência de calor.
Em termos tecnológicos há dois extremos. Existem os motores de pequeno porte, que equipam motosserras, algumas motos, aeromodelos e pequenos geradores elétricos, por exemplo. E existem motores de grande porte, principalmente de ciclo Diesel, para propulsão naval, como o maior motor de combustão interna do mundo, o Wärstsilä-Sulzer RT-flex96C. Os princípios, as formas e desempenhos de cada um destes grupos são tão extremamente distintos como as aplicações, devendo-se tratá-los de maneira separada.

## Motores de pequeno porte

### Mecanismo
Motores de pequeno porte, de 2 tempos, não utilizam o cárter como depósito de óleo. A lubrificação obtém-se adicionando óleo diretamente ao combustível, na proporção típica de 1 volume de óleo para 40 de combustível, ou com a utilização de algum dispositivo de lubrificação automática, como o Lubrimat dos automóveis DKW ou o Autolub de algumas motocicletas. Durante a combustão, o óleo contido no combustível deposita-se nas superfícies metálicas lubrificando os elementos a medida em que passa da câmara de combustão para o cárter.
Estes motores frequentemente não possuem válvulas propriamente ditas, têm duas janelas na parede da câmara de combustão, para comunicá-la com o exterior e o cárter:
- A janela de admissão, por onde vai ser introduzida a mistura gasosa formada pelo ar e pelo combustível;
- A janela de comunicação entre o cilindro e o cárter, à qual também se dá o nome de "transfere";
- A janela de escape, colocada na parte superior do cilindro e que faz a comunicação deste com o exterior, permitindo a saída dos gases queimados provenientes da combustão.

O funcionamento ocorre conforme a seguinte sequência:
1. À medida que ocorre o movimento ascendente do êmbolo, este obstrui as janelas, e em seguida comprime a mistura gasosa existente na parte superior do cilindro;
2. Ao mesmo tempo cria-se um vácuo no cárter, que força a admissão de ar atmosférico no interior do mesmo;
3. Quando o êmbolo atinge o ponto morto superior dá-se a ignição, devido à libertação da faísca na vela. Os gases pressionam o pistão em direção ao ponto morto inferior, produzindo assim trabalho, movimentando a cambota (virabrequim). Durante esta etapa, o êmbolo libera a janela de escape possibilitando a saída dos produtos de combustão;
4. Próximo ao ponto morto inferior, o pistão abre a janela de transferência. Ao mesmo tempo, seu movimento descendente pressuriza o cárter, forçando a nova mistura a penetrar na câmara o que também contribui na exaustão de gases de combustão. Ao término desta fase o motor fica nas condições iniciais permitindo que o ciclo se repita.

## Diferentes tipos de design

Motor a dois tempos, sem válvulas, de ignição por faísca.

Apesar dos princípios serem os mesmos, os detalhes mecânicos de vários motores de dois tempos são diferentes, dependendo do tipo. Os tipos de construção variam de acordo com o método de introduzir a carga para o cilindro, o método de limpeza do cilindro (troca de escapamento queimado para mistura fresca) e o método de esgotar o cilindro.

### Porta de entrada controlada por pistão
Pistão porta é o mais simples dos desenhos e mais comum em pequenos motores de 2 tempos. Todas as funções são controladas somente pelo facto do pistão tapar e destapar as portas, uma vez que se move para cima e para baixo no cilindro. Na década de 1970, Yamaha elaborou alguns princípios básicos para este sistema. Eles descobriram que, em geral, ampliando uma porta de escape aumenta a potência na mesma quantidade que aconteceria o levantar da porta, mas a faixa de poder não diminui como acontece neste caso. No entanto, há um limite mecânico para a largura de uma única porta de exaustão, cerca de 62% do diâmetro do furo do anel. Além disso, os anéis vão inchar devido à porta de exaustão e haverá desgaste rápido. A máxima largura é de 70% da largura do furo, possível em motores de corrida, onde os anéis são trocados a cada prova. A duração de rotação é entre 120 e 160 graus. O tempo para porta de transferência é fixado em um mínimo de 26 graus. O forte impulso de baixa pressão de uma corrida de 2 tempos na câmara de expansão pode cair a pressão para -7 PSI quando o pistão está no ponto morto inferior, e as portas de transferência estarem quase escancaradas. Uma das razões para o grande consumo de gás no de 2 tempos é que alguma da mistura de combustível / ar pressurizado que entra, é forçada através da parte superior do êmbolo, onde ele tem uma ação de arrefecimento, e para fora do tubo de escape. Uma câmara de expansão com um forte pulso reverso vai parar este fluxo out-going. A diferença fundamental dos motores típicos de quatro tempos e o a dois tempos é que o cárter é selado, isso faz parte do processo de indução na gasolina e motor de lâmpadas quentes. No de de dois tempos, muitas vezes é ideal adicionar uma bomba para eliminação.

### Válvula de entrada de Reed

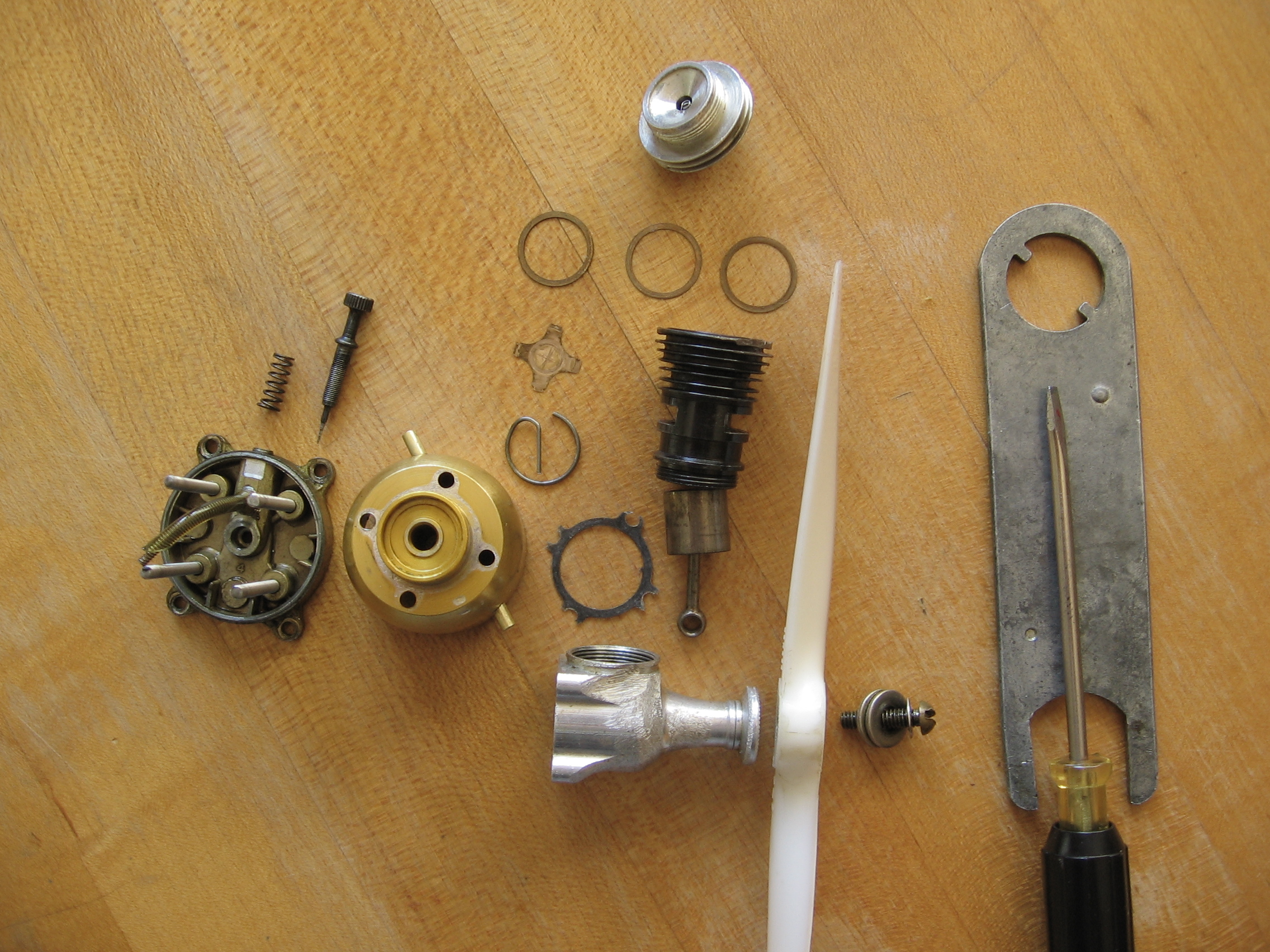
A Cox Babe Bee 0.049 polegada cúbica (0,8 cm cúbicos) motor de válvula de palheta, desmontada, usa brilho plug de ignição. A massa é de 64 gramas.

A válvula de palheta é uma forma simples, mas altamente eficaz de válvula de retenção comumente instalada na área de entrada do portão controlada por pistão. Permitem a ingestão assimétrica da carga de combustível, melhorando a potência e economia, alargando a faixa de potência. São amplamente utilizados em motocicletas, ATV e motores de popa marinhos.

### Válvula de entrada rotativa
A via de entrada é aberta e fechada por um elemento rotativo. Um tipo conhecido por vezes vista em pequenas motocicletas é um disco com ranhuras ligado ao cambota, que cobre e esconde uma abertura na extremidade do cárter, permitindo carga a entrar durante uma parte do ciclo.
Uma outra forma de válvula de entrada rotativo utilizado em motores a dois tempos emprega dois membros cilíndricos com recortes adequados dispostos para rodar um dentro do outro - o tubo de entrada com passagem para o cárter apenas quando os dois recortes coincidam. A cambota pode-se formar um dos membros, como na maior parte dos motores de vela incandescente modelo. Numa outra forma de realização, o disco de manivela está disposto para ser um bom ajuste a posteriori no cárter, e é fornecida com um entalhe, que se alinha com uma passagem de entrada na parede do cárter, no momento apropriado, como no Vespa motoneta.
A vantagem de um válvula rotativa é que permite a entrada de sincronismo do motor de dois tempos para ser assimétrica, a qual não é possível com os motores do tipo porta pistão. Sincronismo admissão do motor tipo de porta pistão abre e fecha, antes e depois do ponto morto superior no mesmo ângulo de manivela, tornando-se simétrica, enquanto a válvula rotativa permite a abertura para começar mais cedo e fecham mais cedo.
Motores de válvula rotativa pode ser adaptada para fornecer energia em uma faixa de velocidade mais ampla ou mais poder sobre uma faixa de velocidade mais estreito do que qualquer porta pistão ou motor de válvula de palheta. Sempre que uma parte da válvula rotativa é uma porção do próprio cárter, é especialmente importante que nenhum desgaste está autorizado a ter lugar.

### Fluxo Cruzado

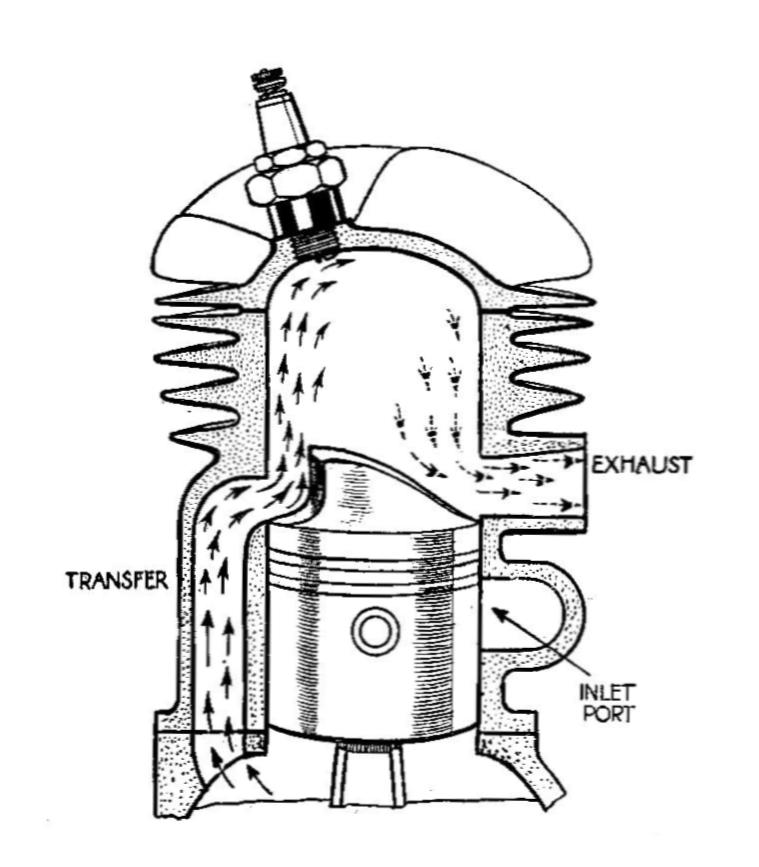
Pistão Defletor com a eliminação de fluxo cruzado

Num motor de fluxo cruzado, os orifícios de passagem e de escape estão em lados opostos do cilindro, e a defletor no topo do pistão dirige a taxa de consumo de fresco para a parte superior do cilindro, que empurra gases de escape residual para o outro lado do defletor e fora a porta de escape. O defletor aumenta o peso do êmbolo e a área de superfície exposta, afetando o arrefecimento do êmbolo e também tornando-se difícil de alcançar uma forma de câmara de combustão eficiente. Este projeto foi substituído desde 1960 pelo método de eliminação de loop (abaixo), especialmente para motos, embora para motores menores ou mais lentas, como cortadores de grama, o projeto de fluxo eliminado cruz pode ser uma abordagem aceitável.

### Loop-Eliminado

O ciclo de dois tempos

Este método de eliminação utiliza portas de transferência cuidadosamente moldadas e posicionado para dirigir o escoamento da mistura de fresco para a câmara de combustão, uma vez que entra no cilindro. A mistura combustível / ar atinge o cabeçote, em seguida, segue a curvatura da câmara de combustão, e em seguida, é desviada para baixo.
Isto não só impede que a mistura ar / combustível de viajar diretamente para fora da porta de escape, mas também cria uma turbulência turbilhão que melhora a eficiência de combustão, potência e economia. Normalmente, um defletor de pistão não é necessário, pelo que esta abordagem tem uma vantagem distinta sobre o regime de fluxo cruzado (acima).
Muitas vezes referida como "schnuerle" (ou "Schnürle") a eliminação de loop, após o inventor alemão fazer de uma forma primitiva, em meados da década de 1920, tornou-se amplamente adotada naquele país durante a década de 1930 e se espalhou mais longe depois de Segunda Guerra Mundial.
Circuito limpeza é o tipo mais comum de transferência de mistura ar / combustível usado em motores de dois tempos modernos. Suzuki foi um dos primeiros fabricantes fora da Europa a adotar motores de dois tempos de ciclo eliminado. Esta característica operacional foi usado em conjunto com os gases de escape da câmara de expansão desenvolvido pelo fabricante alemão da motocicleta, MZ e Walter Kaaden.
Limpeza Loop, válvulas de disco e câmaras de expansão trabalhou de uma forma altamente coordenada para aumentar significativamente a potência de motores de dois tempos, principalmente a partir dos fabricantes japoneses Suzuki, Yamaha e Kawasaki. Suzuki e Yamaha fez sucesso nas corridas de moto na década de 1960, devido em grande medida para o aumento da potência proporcionada pela eliminação de loop.
Um benefício adicional da eliminação de malha foi o êmbolo pode ser feito quase plana ou ligeiramente em forma de cúpula, o que permitiu que o pistão a ser sensivelmente mais leve e forte, e consequentemente para tolerar maiores velocidades do motor. O êmbolo "plano superior" também tem melhores propriedades térmicas e é menos propenso ao aquecimento desigual, expansão, convulsões pistão, alterações dimensionais e as perdas de compressão.
SAAB construído 750 e 850 cc motores de 3 cilindros com base em um projeto DKW que se mostrou um sucesso razoável de carregamento circuito empregadora. O original SAAB 92 tinha um motor de dois cilindros de relativamente baixa eficiência. Na velocidade de cruzeiro, onda refletida escape bloqueio de portas ocorreram em uma frequência muito baixa. Usando o colector de escape de três portas assimétricas empregada no motor DKW maior economia de combustível idêntico.
O motor de 750 cc padrão produzidos 36 a 42 cv, dependendo do modelo do ano. A variante Rali de Monte Carlo, 750 cc (com um eixo de manivela preenchido para compressão de base superior), gerou 65 hp. Uma versão de 850 cc estava disponível em 1966 SAAB Sport (um modelo padrão de acabamento em comparação com a guarnição de luxo do Monte Carlo).
Compressão de base compreende uma parte da razão de compressão global de um motor a dois tempos. Trabalho publicado no SAE em 2012 pontos de eliminação que loop é sob qualquer circunstância mais eficiente do que uniflow limpeza.

### Uniflow

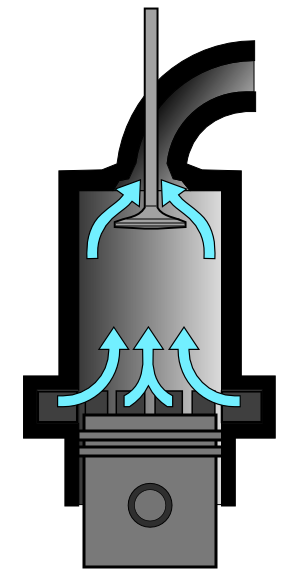
Eliminação Uniflow

O ciclo de dois tempos Uniflow

Num motor uniflow, a mistura, ou "carga de ar", no caso de um motor diesel, entra em uma extremidade do cilindro controlado pelo êmbolo e as saídas de escape na outra extremidade controlada por uma válvula de escape ou de pistão. O gás de fluxo de limpeza é, portanto, em uma única direção, daí o nome uniflow. O arranjo valvulado é comum em on-road, off-road e motores de dois tempos estacionários (Detroit Diesel), alguns pequenos motores de dois tempos marinhos (Cinza Marine), locomotiva diesel (Electro-Motive Diesel) e grandes principais motores de propulsão de dois tempos (Wärtsilä) certa ferrovia de dois tempos. Uns tipos são representados pelo desenho pistão oposição, na qual existem dois êmbolos em cada cilindro, que trabalham em sentidos opostos, tais como o Junker Jumo e Napier Deltic. O outrora muito popular,o projeto split-único cai nesta classe, sendo efetivamente um uniflow dobrado. Com avançado sincronismo do ângulo de escape, o motor uniflow pode ser sobrecarregado orientado por um virabrequim (pistão ou Raízes) soprador.

### Motor a pistão Stepped
O pistão deste motor é "top-hat" em forma; a parte superior do cilindro é de forma regular, e a secção inferior executa uma função de limpeza. As unidades de correr em pares, com a metade inferior de um êmbolo de carregamento de uma câmara de combustão adjacente.
Este sistema ainda é parcialmente dependente da lubrificação de perda total (para a parte superior do pistão), as outras partes tendo cárter lubrificados com limpeza e benefícios de fiabilidade. O peso do pistão é de apenas cerca de 20% maior que um pistão scavenged-circuito, devido algumas espessuras pode ser menos. Bernard Hooper Engineering Ltd. (BHE) é um dos desenvolvedores de motores mais recentes usando esta abordagem 

## Desempenho
Comparando motores de mesmo porte (capacidade volumétrica e velocidade de rotação), motores de dois tempos têm maior potência em relação a motores de quatro tempos. Nas máquinas de dois tempos, como descrito acima, ocorre um tempo de combustão por cilindro a cada volta da árvore de manivelas, enquanto nas máquinas de quatro tempos, ocorre um tempo de combustão a cada duas voltas.
Por outro lado, motores de dois tempos de pequeno porte operam com menor eficiência térmica em decorrência da baixa qualidade de queima devida a deficiente mistura entre ar e combustível e conexão direta entre janelas de admissão e exaustão. Com isto, não é correto concluir que os mesmos têm o dobro da potência comparados aos de quatro tempos.
Estas limitações provocam emissão de combustíveis não queimados através dos gases de exaustão como monóxido de carbono, fuligem e hidrocarbonetos, elevando o consumo (em cerca de 30%) e emissões atmosféricas.
A concepção mais simples e a maior densidade de potência tornam os motores de dois tempos uma máquina leve dentre os motores a pistão o que leva-os a equipar aviões e máquinas portáteis de baixo custo.

## Utilizações Específicas
Este tipo de motor é comum, especialmente em carros menores. Eles têm as vantagens da simplicidade, um peso e uma pegada pequena e também de correr em todas as direções, sem a necessidade de lubrificação por cárter seco.

### Motos
Em 1970, o motor de dois tempos estava na moda. Naquela época, muitos fabricantes de motocicleta tinham desenvolvido modelos de quatro tempos com motores de dois tempos, até mesmo grandes cilindradas, como Kawasaki H2 750. Na França, o  Motobécane 125 1970 é o mesmo reflexo da época. No entanto, o aumento dos preços do petróleo e as emissões de normas mais rigorosas gradualmente limitaram o uso deste tipo de motor. 
Há de se notar, contudo, que por razões de custo, fiabilidade e peso; motocicletas motor off-road de dois tempos estão cada vez mais presentes no início da competição (motocross, enduro e trial).

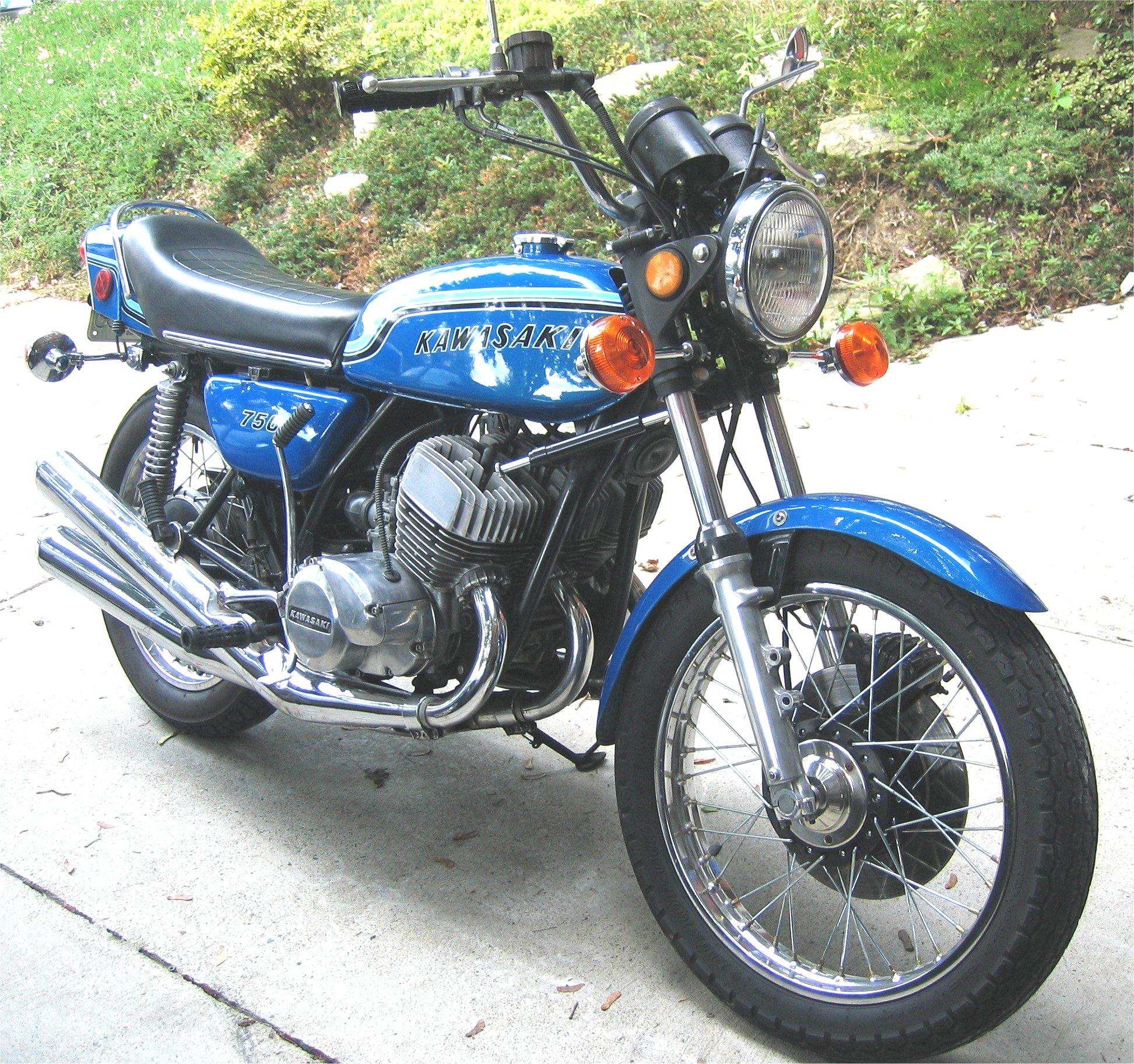
Kawasaki H2 750 Mach IV
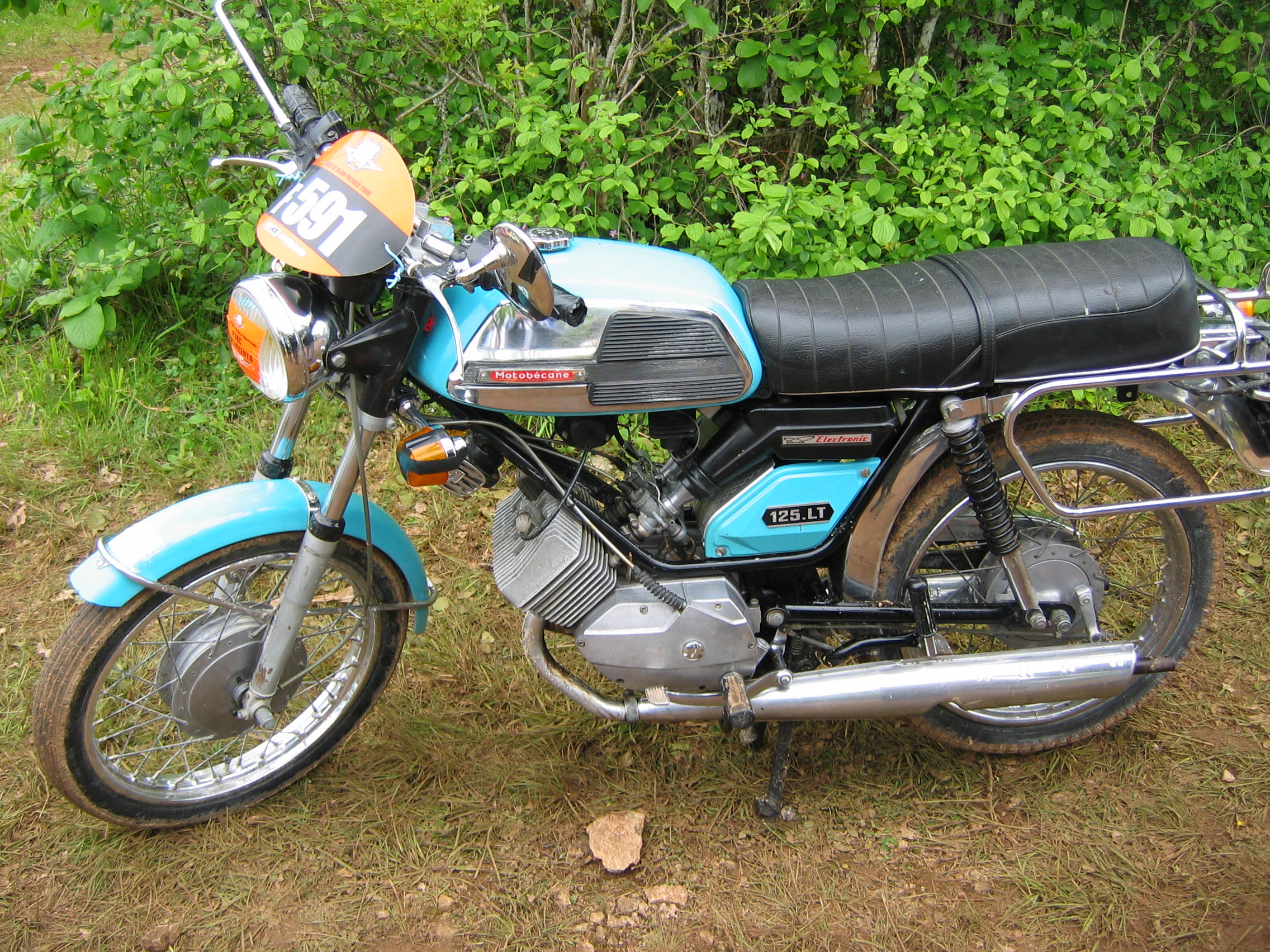
Motobecane lt-125

### Automóveis
O carro mais famoso tem motor de dois tempos é a série de veículos Trabant, feito em  RDA pela empresa VEB Sachsenring Zwickau automobilismo.
Na Polônia, a empresa FSO produziu 1957-1983 um carro de motor de 2 tempos: FSO Syrena. O fabricante sueco Saab usou motores de 2 tempos para alimentar seus modelos de 92001, 92, 93, e a primeira 96. Microempreendedores também usaram um motor a 2 tempos, como o Isetta desenhado pelo italiano da empresa .ISO Rivolta

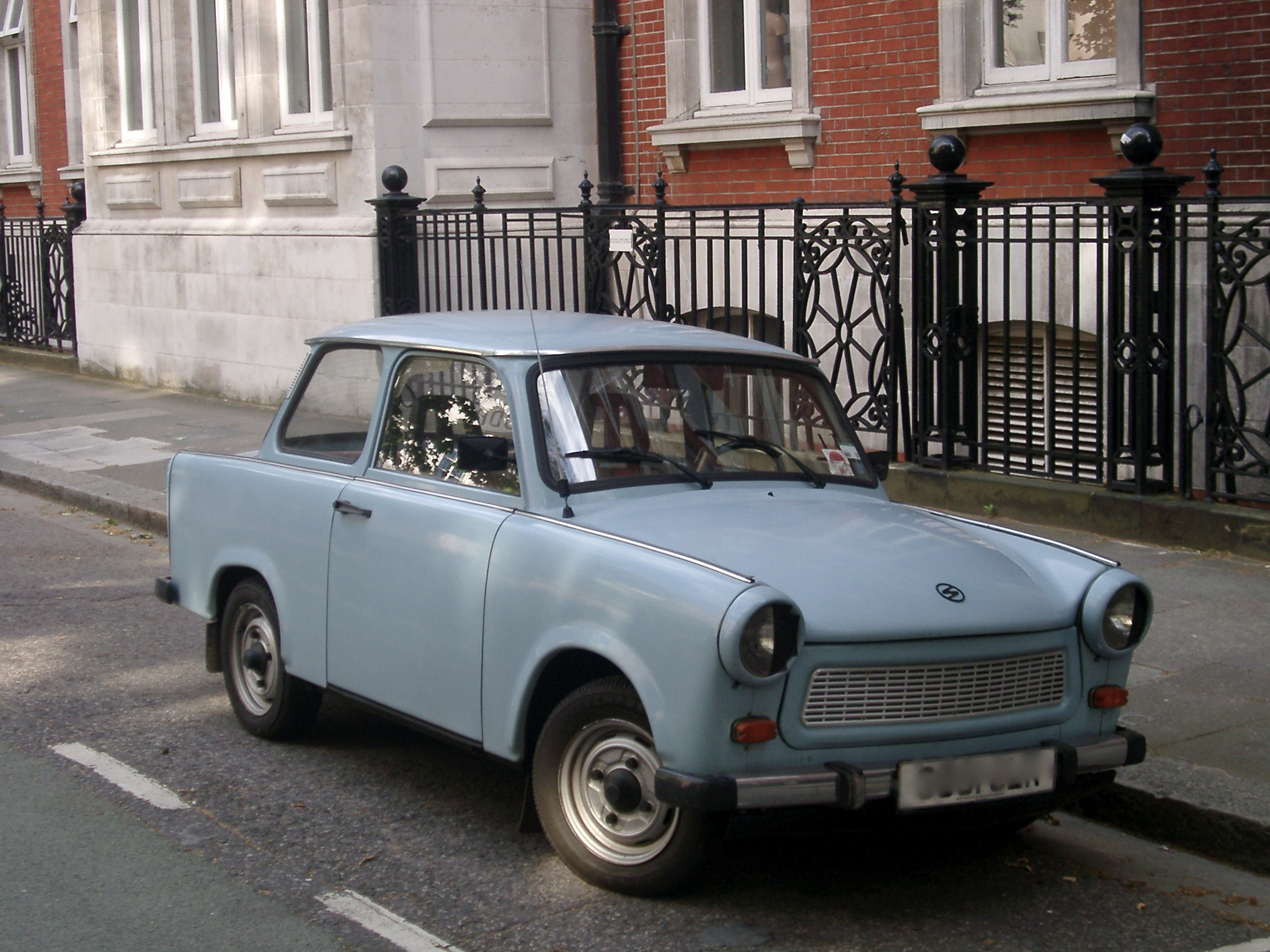
Trabant 601
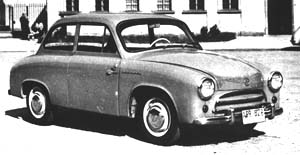
FSO Syrena 101
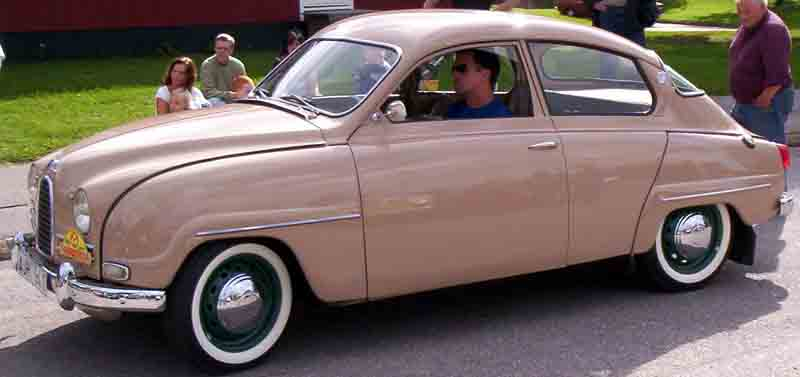
Saab 96 1961
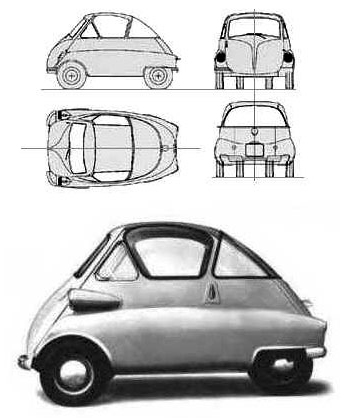
Isetta

### Serras e Outros
Hoje pequenos motores de 2 tempos são usados em todos os tipos de máquinas que exige alta velocidade de rotação em sintonia, como VIs ou sopradores de folhas, e em veículos, como os karting ou muitos Scooters, que têm um sistema de embreagem.

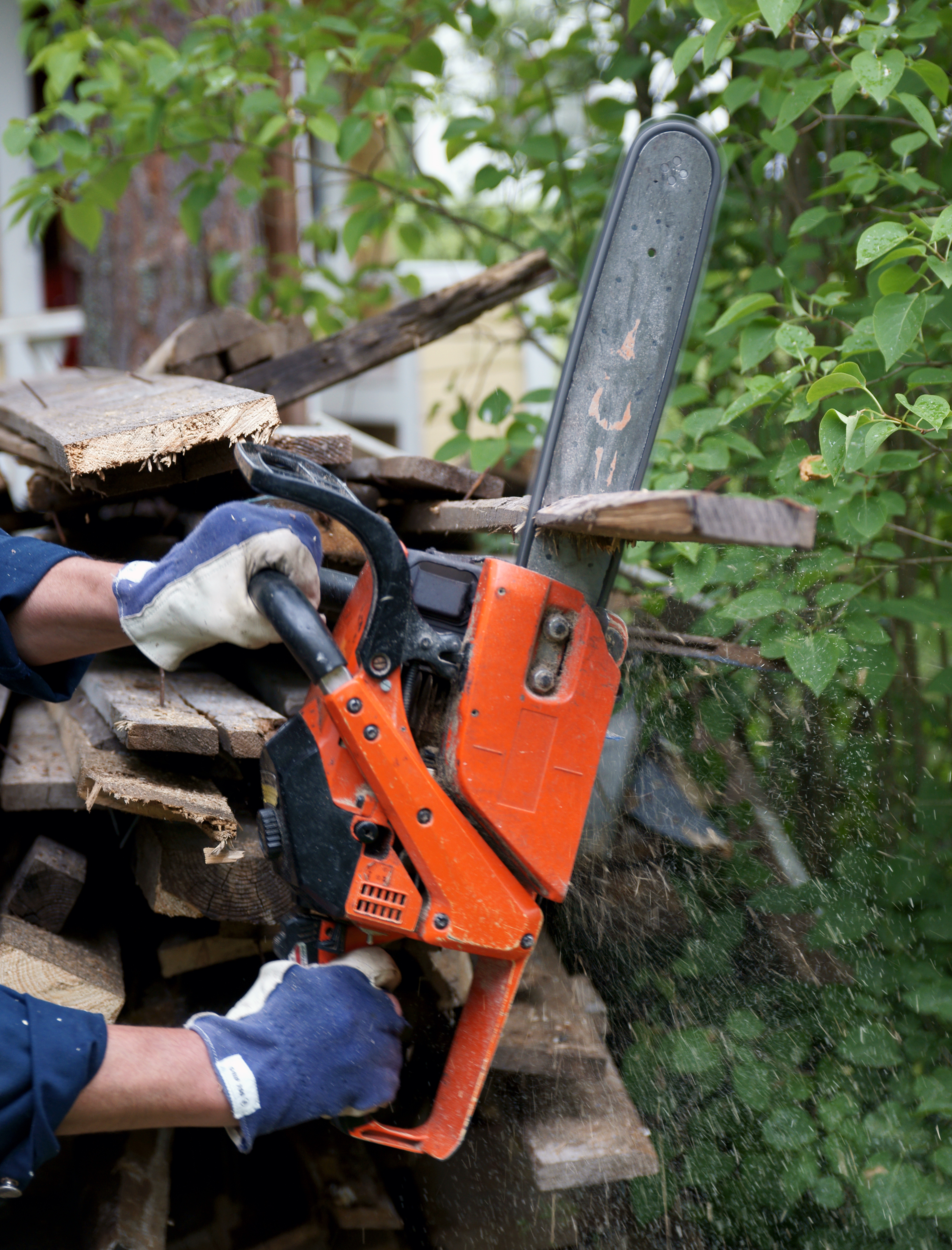
Motoserra
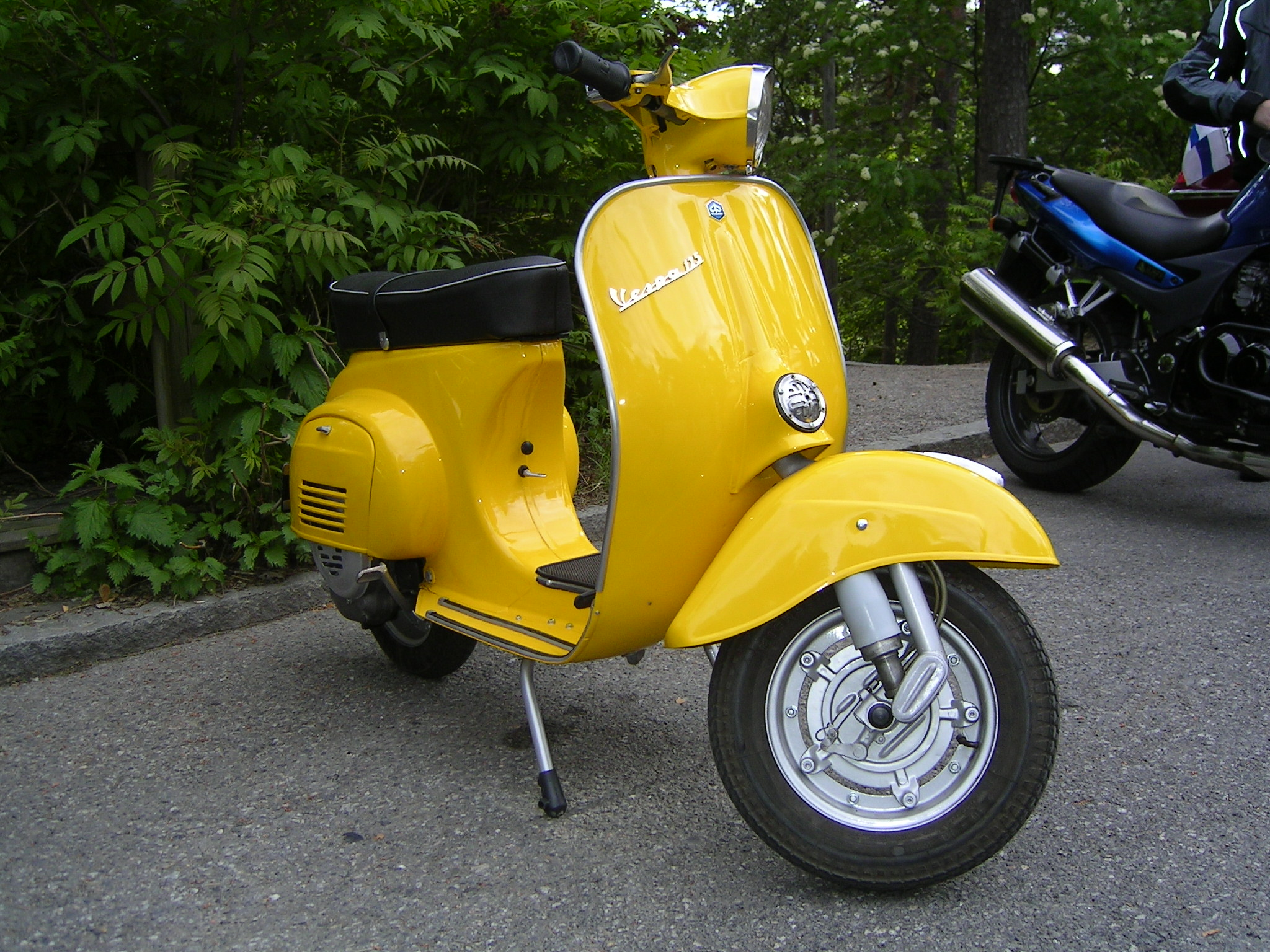
Scooter

## Sinônimos
- pistão (pt-PT) ou êmbolo (pt-BR).
- exaustão (pt-PT) escape (pt-BR).
- veio (ou eixo) de manivelas (pt-PT), cambota (pt-PT), virabrequim (pt-BR), árvore de manivelas (pt-BR).